# 조선민주주의인민공화국의 행정 구역

조선민주주의인민공화국의 행정 구역

조선민주주의인민공화국의 행정 구역(朝鮮民主主義人民共和國의 行政 區域)은 1 직할시 3특별시 9도로 이루어져 있다.
기초 행정 구역으로는 시, 군, 구역이 있는데, 직할시(즉 특별시)의 아래에는 구역, 군을 두고, 도의 아래에는 시, 군, 지구를 둔다. 시, 군, 구역의 하부 행정 구역으로는 동, 읍, 리, 로동자구가 있으며, 시와 구역의 아래에는 동, 리를 두고, 군의 아래에는 읍, 리, 로동자구를 둔다.
인구가 50만 명 이상인 함흥시와 청진시는 직할시나 특별시가 아니지만 구역을 두고 있고, 개성시는 특별시로 지정되어 있다.

## 역사
- 1945년 8월 : 해방 당시 행정 구역은 7도 13시 89군 809읍·면으로 이루어져 있었다.
- 1946년 9월 : 평양부를 특별시로 승격시키고, 함경남도 원산시, 안변군, 문천군과 경기도의 38선 이북 지역(련천군, 영평군)[6]을 강원도로 편입시킴과 동시에 도청을 원산시로 이전하였다. (1특별시 6도)
- 1949년 1월 : 평안북도의 강계군, 자성군, 후창군, 위원군, 초산군, 희천군과 함경남도의 장진군 일부 지역을 합쳐서 자강도를 신설하였다. (1특별시 7도)
- 1952년 12월 : 군면리 대폐합으로 특별시·도, 시·군·구역, 읍·면·동, 리로 구성된 기존의 4단계 행정 체제에서 면을 폐지하고 리를 동과 동격으로 편제하여 직할시·도, 시·군·구역, 동·읍[4]·리의 3단계로 간소화하였으며, 리에 해당되는 지역 가운데 광공업·임산·어업에 종사하는 노동자의 비중이 인구의 65%를 초과 지역은 로동자구로 편제하였다. 이에 따라 조선민주주의인민공화국 행정 구역은 98군에서 168군으로 군이 대폭 늘고, 10,120리가 3,658리로 통폐합되었으며, 평양시는 특별시에서 직할시로 변경되었다. (1직할시 7도)
- 1954년 10월 : 함경남도 혜산시, 은흥군 등 10군과 자강도 일부를 떼어 량강도를 신설하고, 황해도를 황해남도와 황해북도로 분도하였다. (1직할시 9도)
- 1957년 6월 : 개성지구가 직할시로 승격하였다.
- 1960년대 ~ 1970년대 : 1960년에 함흥시가, 1963년에 청진시가 각각 직할시로 승격하였다가 1970년 일반시로 환원되었다. 이후 1977년 11월에 청진시가 다시 직할시로 승격하였다가 1985년 7월에 일반시로 환원되었다.
- 1979년 12월 : 남포시가 직할시로 승격하였다.
- 2000년 8월 : 라진선봉시가 직할시로 승격하였다. (4직할시 9도)
- 2003년 9월 : 개성시가 황해북도로 환원되어 특급시로 변경되었다. (3직할시 9도 1특급시)
- 2004년 1월 : 남포시가 평안남도의 특급시로, 라선시가 함경북도의 특급시로 변경되었다. (1직할시 9도 3특급시)
- 2010년 1월 : 남포시가 특별시로, 라선시가 특별시로 각각 승격하였고,[7] 평양시에서 강남군·중화군·상원군·승호구역을 분리해 황해북도로 이관하였다.[8] (1직할시 2특별시 9도 1특급시)
- 2011년 : 강남군이 평양시로 다시 편입되었다.[9]
- 2019년 10월 : 개성시를 특급시에서 특별시로 승격하였다. (1직할시 3특별시 9도)

## 지도
| 지도 | 코드  | 도·시    | 한자     |
| --- | ----- | -------- | -------- |
| 평양시 평안남도 남포시 황해북도 황해남도 강원도 함경남도 함경북도 라선시 량강도 자강도 평안북도 개성시중화인민공화국 대한민국조선서해 · (서해/황해) 서조선만 · (서한만) 동조선만 · (동한만) 조선동해 · (동해/일본해) | KP-01 | 평양시   | 平壤市   |
| 평양시 평안남도 남포시 황해북도 황해남도 강원도 함경남도 함경북도 라선시 량강도 자강도 평안북도 개성시중화인민공화국 대한민국조선서해 · (서해/황해) 서조선만 · (서한만) 동조선만 · (동한만) 조선동해 · (동해/일본해) | KP-02 | 평안남도 | 平安南道 |
| 평양시 평안남도 남포시 황해북도 황해남도 강원도 함경남도 함경북도 라선시 량강도 자강도 평안북도 개성시중화인민공화국 대한민국조선서해 · (서해/황해) 서조선만 · (서한만) 동조선만 · (동한만) 조선동해 · (동해/일본해) | KP-03 | 평안북도 | 平安北道 |
| 평양시 평안남도 남포시 황해북도 황해남도 강원도 함경남도 함경북도 라선시 량강도 자강도 평안북도 개성시중화인민공화국 대한민국조선서해 · (서해/황해) 서조선만 · (서한만) 동조선만 · (동한만) 조선동해 · (동해/일본해) | KP-04 | 자강도   | 慈江道   |
| 평양시 평안남도 남포시 황해북도 황해남도 강원도 함경남도 함경북도 라선시 량강도 자강도 평안북도 개성시중화인민공화국 대한민국조선서해 · (서해/황해) 서조선만 · (서한만) 동조선만 · (동한만) 조선동해 · (동해/일본해) | KP-05 | 황해남도 | 黃海南道 |
| 평양시 평안남도 남포시 황해북도 황해남도 강원도 함경남도 함경북도 라선시 량강도 자강도 평안북도 개성시중화인민공화국 대한민국조선서해 · (서해/황해) 서조선만 · (서한만) 동조선만 · (동한만) 조선동해 · (동해/일본해) | KP-06 | 황해북도 | 黃海北道 |
| 평양시 평안남도 남포시 황해북도 황해남도 강원도 함경남도 함경북도 라선시 량강도 자강도 평안북도 개성시중화인민공화국 대한민국조선서해 · (서해/황해) 서조선만 · (서한만) 동조선만 · (동한만) 조선동해 · (동해/일본해) | KP-07 | 강원도   | 江原道   |
| 평양시 평안남도 남포시 황해북도 황해남도 강원도 함경남도 함경북도 라선시 량강도 자강도 평안북도 개성시중화인민공화국 대한민국조선서해 · (서해/황해) 서조선만 · (서한만) 동조선만 · (동한만) 조선동해 · (동해/일본해) | KP-08 | 함경남도 | 咸鏡南道 |
| 평양시 평안남도 남포시 황해북도 황해남도 강원도 함경남도 함경북도 라선시 량강도 자강도 평안북도 개성시중화인민공화국 대한민국조선서해 · (서해/황해) 서조선만 · (서한만) 동조선만 · (동한만) 조선동해 · (동해/일본해) | KP-09 | 함경북도 | 咸鏡北道 |
| 평양시 평안남도 남포시 황해북도 황해남도 강원도 함경남도 함경북도 라선시 량강도 자강도 평안북도 개성시중화인민공화국 대한민국조선서해 · (서해/황해) 서조선만 · (서한만) 동조선만 · (동한만) 조선동해 · (동해/일본해) | KP-10 | 량강도   | 兩江道   |
| 평양시 평안남도 남포시 황해북도 황해남도 강원도 함경남도 함경북도 라선시 량강도 자강도 평안북도 개성시중화인민공화국 대한민국조선서해 · (서해/황해) 서조선만 · (서한만) 동조선만 · (동한만) 조선동해 · (동해/일본해) | KP-13 | 라선시   | 羅先市   |
| 평양시 평안남도 남포시 황해북도 황해남도 강원도 함경남도 함경북도 라선시 량강도 자강도 평안북도 개성시중화인민공화국 대한민국조선서해 · (서해/황해) 서조선만 · (서한만) 동조선만 · (동한만) 조선동해 · (동해/일본해) | KP-14 | 남포시   | 南浦市   |
| 평양시 평안남도 남포시 황해북도 황해남도 강원도 함경남도 함경북도 라선시 량강도 자강도 평안북도 개성시중화인민공화국 대한민국조선서해 · (서해/황해) 서조선만 · (서한만) 동조선만 · (동한만) 조선동해 · (동해/일본해) | KP-15 | 개성시   | 開城市   |

## 행정 구역

### 직할시
- 평양시
  - 대동강구역
  - 대성구역
  - 동대원구역
  - 락랑구역
  - 력포구역
  - 룡성구역
  - 만경대구역
  - 모란봉구역
  - 보통강구역
  - 사동구역
  - 서성구역
  - 삼석구역
  - 선교구역
  - 순안구역
  - 은정구역
  - 중구역
  - 평천구역
  - 형제산구역
  - 화성구역
  - 강동군
  - 강남군

### 특별시
- 남포시
  - 항구구역
  - 와우도구역
  - 강서구역
  - 대안구역
  - 천리마구역
  - 룡강군
  - 온천군
- 라선시
  - 라진구역
  - 선봉구역
- 개성시
  - 개풍구역
  - 판문구역
  - 장풍군

### 9도
| - 개천시 - 덕천시 - 순천시 - 평성시 - 도청 소재지 - 안주시 - 운곡지구 - 녕원군 - 대동군 - 대흥군 - 문덕군 - 맹산군 - 북창군 - 성천군 - 숙천군 - 신양군 - 증산군 - 청남군 - 평원군 - 회창군 - 양덕군 - 은산군 | - 신의주시 - 도청 소재지 - 구성시 - 정주시 - 구장군 - 곽산군 - 녕변군 - 동림군 - 동창군 - 대관군 - 룡천군 - 박천군 - 벽동군 - 삭주군 - 선천군 - 신도군 - 창성군 - 천마군 - 철산군 - 태천군 - 피현군 - 염주군 - 운산군 - 운전군 - 의주군 |

| - 강계시 - 도청 소재지 - 만포시 - 희천시 - 고풍군 - 동신군 - 랑림군 - 룡림군 - 성간군 - 송원군 - 시중군 - 자성군 - 장강군 - 전천군 - 중강군 - 초산군 - 화평군 - 우시군 - 위원군 - 향산군 | - 혜산시 - 도청 소재지 - 삼지연시 - 갑산군 - 김정숙군 - 김형권군 - 김형직군 - 대홍단군 - 보천군 - 백암군 - 삼수군 - 풍서군 - 운흥군 | - 문천시 - 원산시 - 도청 소재지 - 고산군 - 고성군 - 금강군 - 김화군 - 법동군 - 세포군 - 창도군 - 천내군 - 철원군 - 통천군 - 판교군 - 평강군 - 회양군 - 안변군 - 이천군 |

| - 해주시 - 도청 소재지 - 강령군 - 과일군 - 룡연군 - 벽성군 - 봉천군 - 배천군 - 삼천군 - 송화군 - 신천군 - 신원군 - 장연군 - 재령군 - 청단군 - 태탄군 - 안악군 - 연안군 - 옹진군 - 은율군 - 은천군 | - 사리원시 - 도청 소재지 - 송림시 - 곡산군 - 금천군 - 린산군 - 봉산군 - 상원군 - 서흥군 - 수안군 - 승호군 - 신계군 - 신평군 - 중화군 - 토산군 - 평산군 - 황주군 - 연산군 - 연탄군 - 은파군 |

| - 단천시 - 신포시 - 함흥시 - 도청 소재지 - 흥남구역 - 회상구역 - 사포구역 - 성천구역 - 흥덕구역 - 동흥산구역 - 해안구역 - 고원군 - 금야군 - 금호군 - 덕성군 - 락원군 - 리원군 - 부전군 - 북청군 - 신흥군 - 장진군 - 정평군 - 함주군 - 허천군 - 홍원군 - 영광군 - 요덕군 | - 김책시 - 청진시 - 도청 소재지 - 라남구역 - 부윤구역 - 송평구역 - 수남구역 - 신암구역 - 청암구역 - 포항구역 - 회령시 - 경성군 - 경원군 - 경흥군 - 길주군 - 명천군 - 명간군 - 무산군 - 부령군 - 화대군 - 어랑군 - 연사군 - 온성군 |

## 같이 보기
- 대한민국의 행정 구역